# Veronica catenata
Veronica catenata — вид трав'янистих рослин родини Подорожникові (Plantaginaceae), поширений у Північній Африці, Європі й Північній Америці.

## Опис
Однорічна або багаторічна трав'яниста рослина, рідше дворічна, в основному запушено-залозиста в суцвітті. Стебла (5)10–100 см, прямостійні або висхідні, в основному укорінені в основі, прості або розгалужені, зі столонами, голі. Листки 25–90(150) × 15–40 мм, від лінійно-ланцетних до ланцетоподібних, округло-зубчасті; верхівки гострі; голі або вкриті залозистими, сидячими волосками. Суцвіття (5)8–20 см, пахвові, протилежні, з 15–40 квітками, запушено-залозисті осі або іноді голі; приквітки 2–6 × 0.5–1 мм, лінійні; квітконіжки 2–5 мм, коротші або рівні приквіткам. Чашечка (1.8)2–3.5 мм, чашолистків 4, 1–1.5(2) мм, шириною, овальної форми. Віночок діаметром 3–8 мм, рожевий або білуватий, іноді з фіолетовими жилками. Коробочка 2.5–3.5 × 2.8–3 мм, гола або з розкиданими залозистими волосками. Насіння 0.4–0.6 × 0.3–0.5 мм, ≈26–123 на капсулу, жовтувато-коричневе. 2n = 36, n = 18.

## Поширення
Поширений у Північній Африці, Європі й Північній Америці.

## Галерея

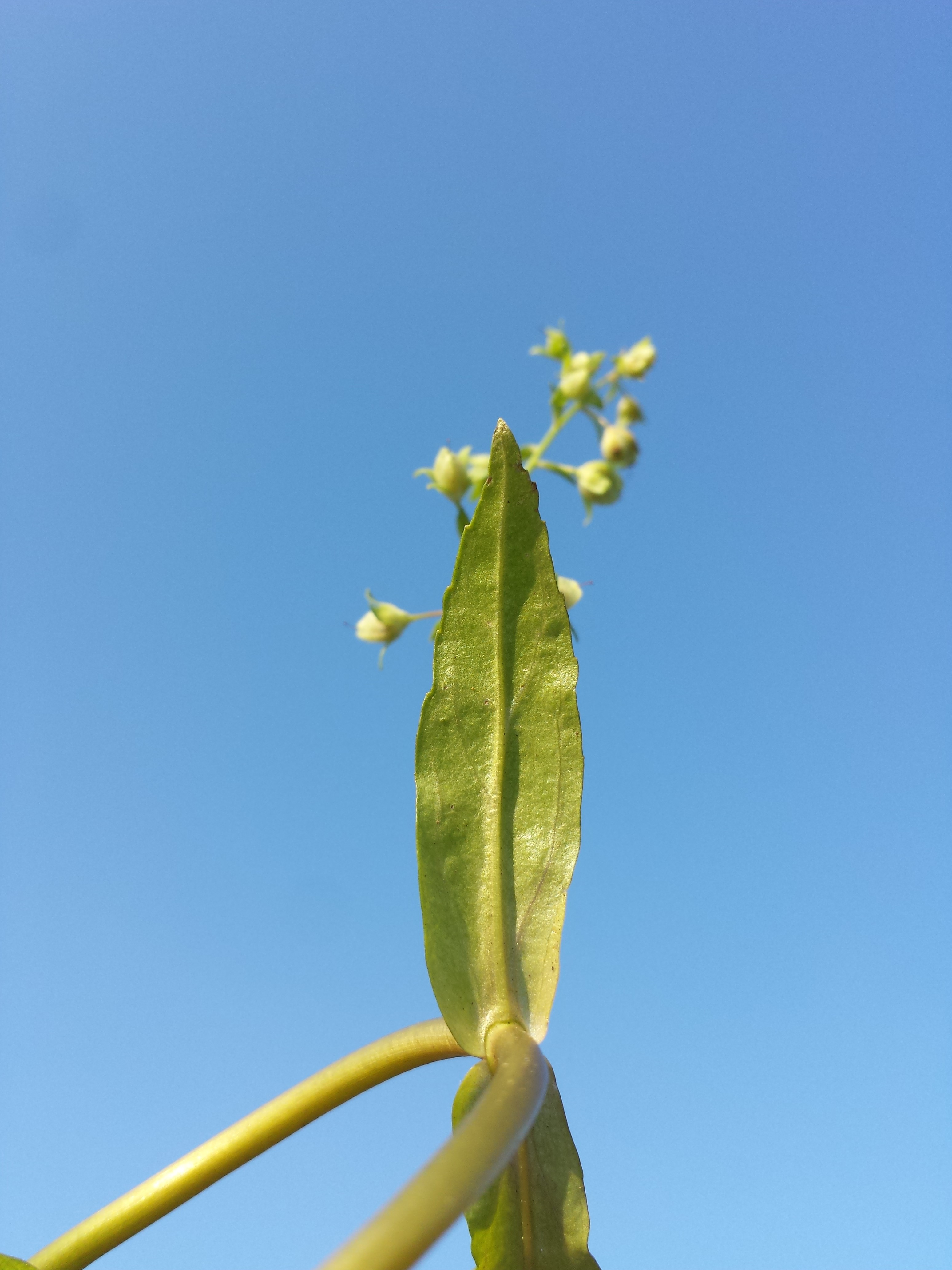
листки широко-лінійні та щонайменше в чотири рази більші в довжину, ніж ушир і завжди сидячі
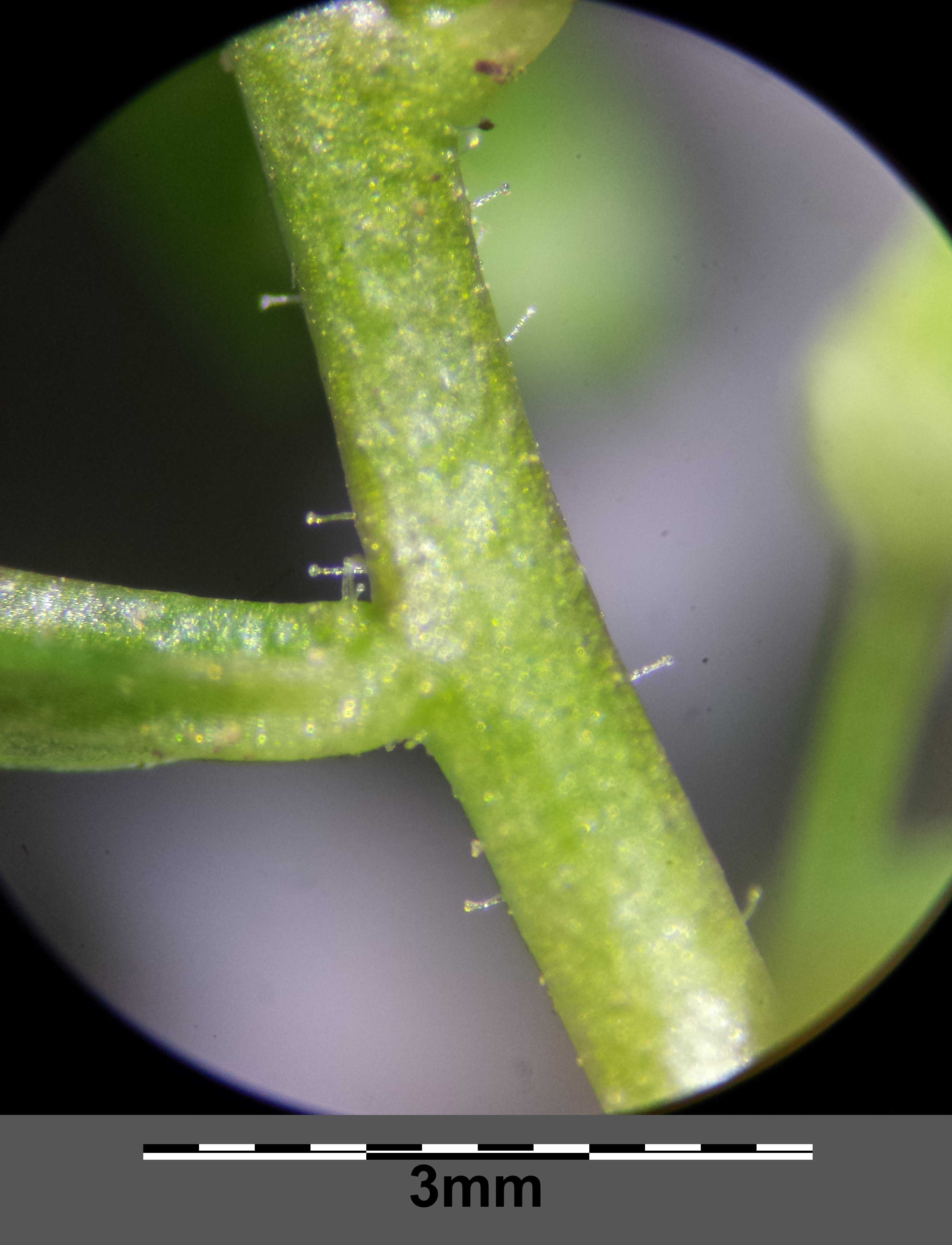
суцвіття зазвичай слабо залозисте
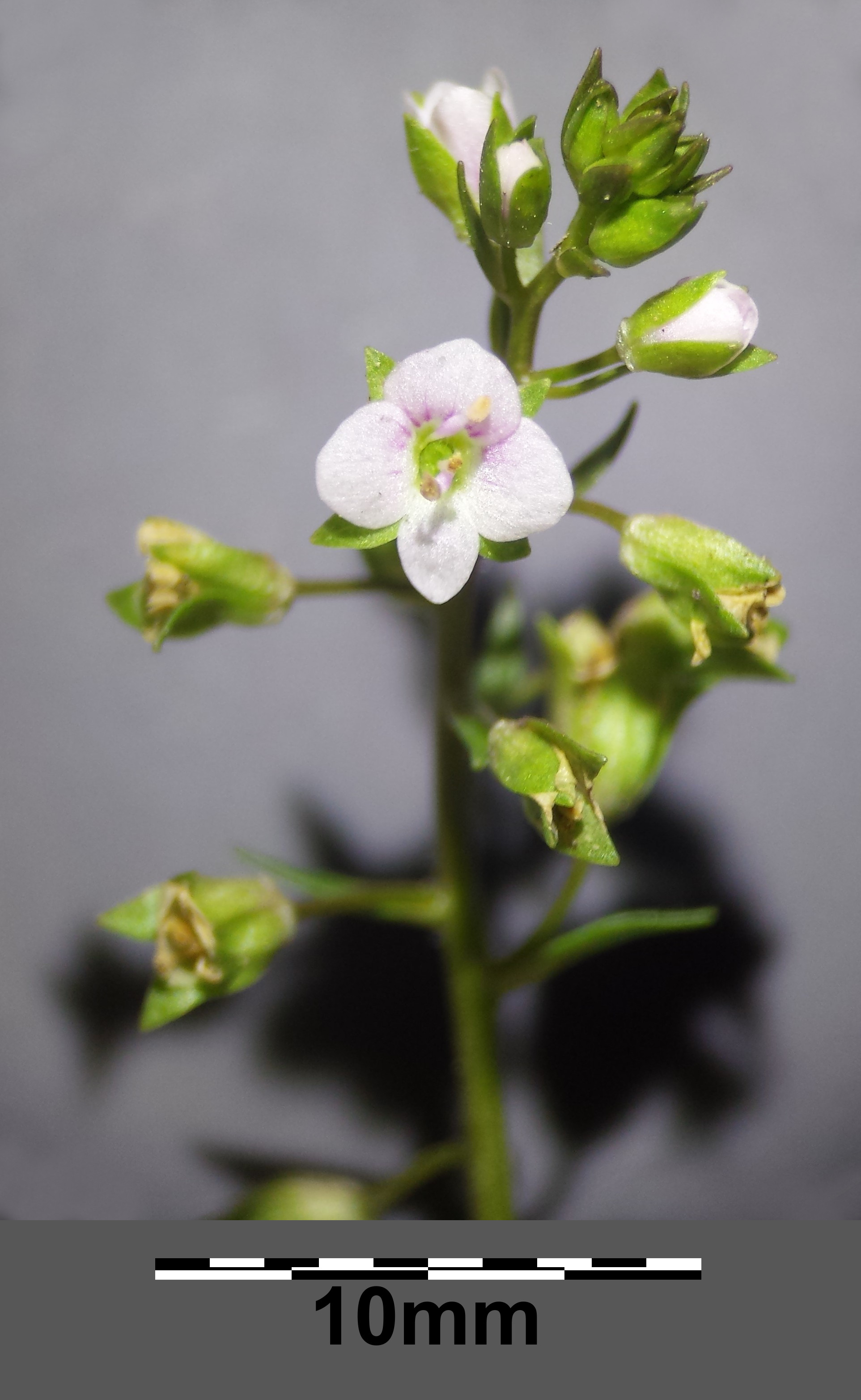
віночок від білого до блідо-багрянисто-рожевого забарвлення
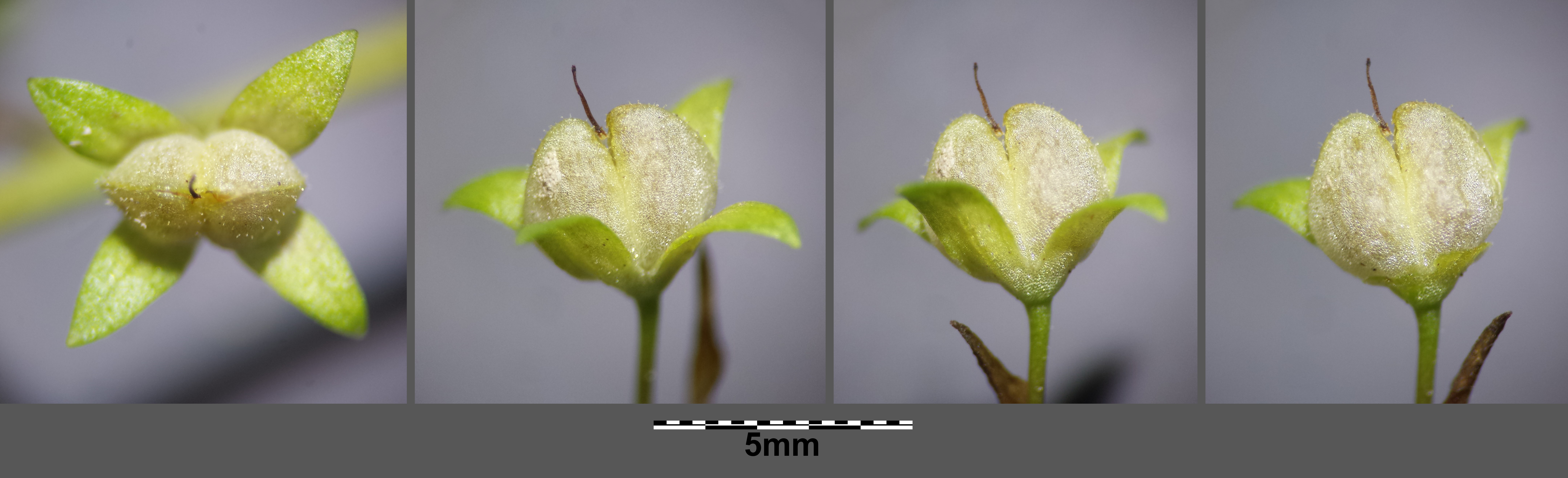
плоди округлі й трохи більші вшир, ніж у довжину
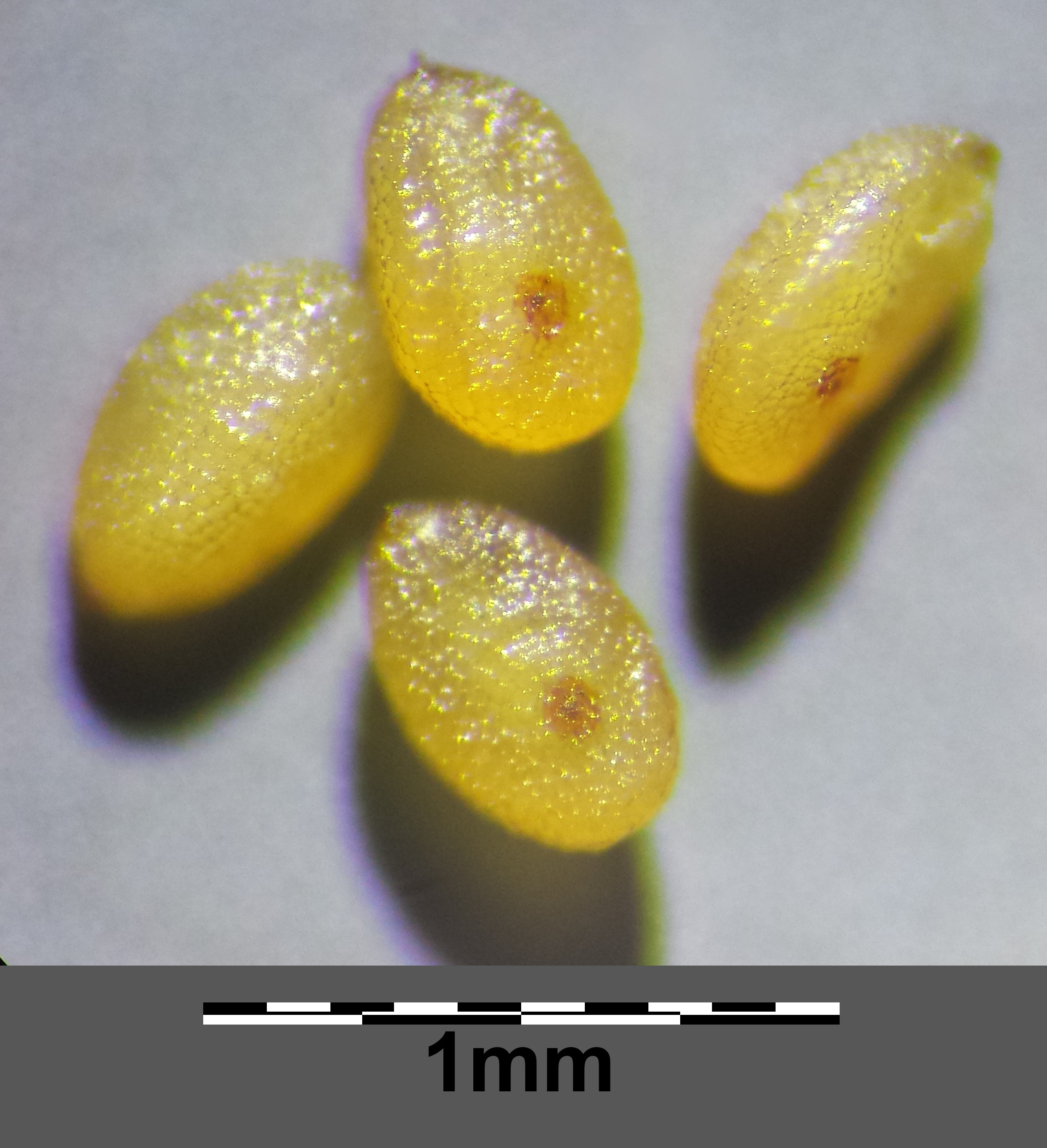
насіння